# Magic : L'Assemblée (jeu vidéo)
Magic : L'Assemblée (Magic: The Gathering  en version originale) est un jeu vidéo de cartes à collectionner conçu par Sid Meier et publié par MicroProse en 1997 sur PC. Il s’agit d’une adaptation en jeu vidéo du jeu de cartes à collectionner Magic : l'assemblée même si elle ne se limite pas à adapter les mécanismes du jeu original sur ordinateur. Le jeu se découpe en effet en trois modules distincts. D’abord un deck builder, qui permet au joueur de créer son deck à partir des cartes présentes dans le jeu. Toutes celles du jeu original ne sont cependant pas disponibles. Le jeu inclut en effet l’intégralité des cartes de la quatrième édition du jeu de carte, mais seulement une partie de celles de ses trois premières extensions. Il inclut en revanche douze nouvelles cartes. Le deuxième module du jeu est le mode duel, dans lequel le joueur peut affronter l’ordinateur ou un autre joueur avec un deck préalablement construit. Dans le troisième module, le mode aventure, le joueur incarne un magicien qui évolue dans un monde, gouverné par cinq mages qu’il doit vaincre pour prendre possession de la région.  Pour cela, il doit accomplir des quêtes et vaincre des créatures afin d’obtenir des renseignements, de nouvelles cartes ou de nouveaux pouvoirs. 
Une première extension, baptisée Magic: Spells of the Ancients, permet au joueur de bénéficier d’une nouvelle interface graphique et de 144 nouvelles cartes. À partir de janvier 1998, celle-ci permet également de télécharger un programme spécifique, baptisé Manalink, qui permet de jouer sur Internet. En 1998 est publié une nouvelle extension, baptisée Duels of the Planeswalkers, principalement dédiée au jeu sur Internet. Outre le programme Manalink, celle-ci inclut la version originale du jeu, ses mises à jour et plus de 80 nouvelles cartes.

## Accueil
| Magic : l'assemblée |      |       |
| Média               | Pays | Notes |
| Cyber Stratège      | FR   | 4/5   |
| Gen4                | FR   | 4/5   |
| Joystick            | FR   | 70 %  |